# Júlio Campos (automobilista)
Júlio Campos (Curitiba,15 de janeiro de 1982) é um automobilista brasileiro, irmão do falecido piloto Marco Campos.

## Trajetória esportiva
A carreira de Júlio Campos iniciou no kart, ainda criança, influenciado pelo irmão, o piloto Marco Campos. O paranaense teve uma carreira estrelada no kart, conquistando títulos por onde passou. Foi quatro vezes campeão brasileiro de kart, campeão sul-americano e pan-americano. Estreou nos monopostos em 2000, com o título da Barber Dodge. Cinco anos depois, estreou na Stock Light e fez sua primeira prova na Stock Car principal, em 2006.
Em 2008 fez algumas provas na Stock Car Brasil como substituto de Ricardo Zonta e parceiro de Ricardo Sperafico. Paralelamente às corridas esporádicas na Stock Car, Júlio disputou a Copa Montana Pick-Up Racing e a Stock Car Light em 2009 e conquistou o título  da primeira com uma rodada de antecipação, sendo vice-campeão da Light. 
Em 2010 defendeu duas equipes em categorias diferentes, uma pela Copa Caixa Stock Car e a Copa Montana.
Na Stock Car defendeu as cores da JF Competições de Jorge Freitas, enquanto na Montana defendeu as cores da AMD Racing, por três etapas, onde foi campeão no ano anterior. 
Em 2011, começou a temporada da Stock Car na equipe BVA Scuderia 111.  Após seis etapas, mudou de equipe e passou a correr na RZ Motorsport, de seu amigo e ex-piloto de Fórmula 1, Ricardo Zonta. A estreia na equipe que leva as cores da Cerveja Crystal aconteceu na Corrida do Milhão, em São Paulo. 
Na temporada de 2012, Júlio Campos foi o grande nome da equipe Carlos Alves Competições, que retornava a principal categoria do automobilismo brasileiro. Com excelentes resultados, Campos foi um dos destaques da competição. 
Nesta temporada, Júlio Campos pertence a equipe Prati Donaduzzi, onde na primeira etapa conquistou a pole position, em Interlagos/SP, a primeira em sua história na Stock Car.

## Resultados
Pick-Up Racing
Corrida em negrito significa pole position; corrida em itálico significa volta mais rápida)
| Ano  | Equipe     | Carro           | 1     | 2     | 3      | 4     | 5     | 6     | 7     | 8   | Classificação | Pontos |
| ---- | ---------- | --------------- | ----- | ----- | ------ | ----- | ----- | ----- | ----- | --- | ------------- | ------ |
| 2009 | AMD Racing | Mitsubishi L200 | CTB 1 | SCZ 1 | SAO 15 | RIO 2 | CGD 1 | CTB 1 | TAR 3 | SAO | 1º            | 137*   |

Stock Car
Corrida em negrito significa pole position; corrida em itálico significa volta mais rápida)
| Ano  | Equipe           | Carro            | 1      | 2       | 3      | 4      | 5      | 6     | 7      | 8      | 9      | 10     | 11     | 12     | Classificação | Pontos |
| ---- | ---------------- | ---------------- | ------ | ------- | ------ | ------ | ------ | ----- | ------ | ------ | ------ | ------ | ------ | ------ | ------------- | ------ |
| 2008 | Panasonic Racing | Peugeot 307      | SAO NP | BSB NP  | CTB 10 | SCZ 24 | CGD 10 | SAO 6 | RIO 23 | LON NP | CTB NQ | BSB NP | TAR NP | SAO NP | 25°           | 22     |
| 2010 | JF Racing        | Chevrolet Vectra | SAO 8  | CTB Ret | NSR 3  | RIO    | RIB    | SAL   | SAO    | CGD    | LON    | SCZ    | BSB    | CTB    | 6º*           | 24*    |

*Temporada em andamento.